# Abstetterhof
Abstetterhof ist ein zum Ilsfelder Teilort Auenstein zählender Weiler im Landkreis Heilbronn im nördlichen Baden-Württemberg. Der Weiler hatte am 31. Mai 2022 132 Einwohner.

## Geografie

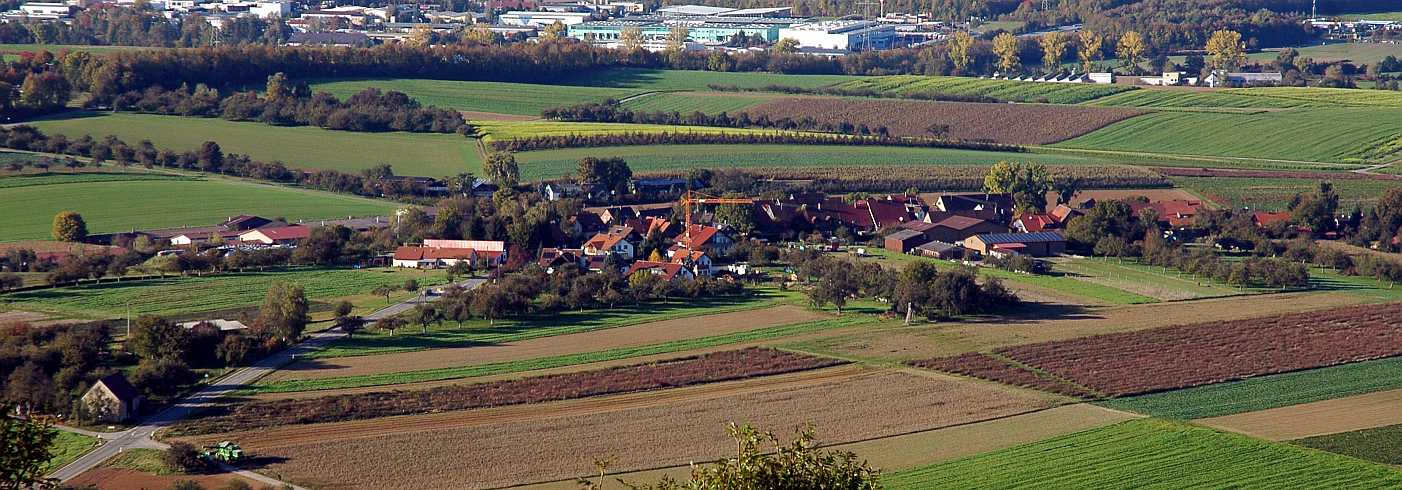
Blick auf Abstetterhof vom Wunnenstein (Okt. 2007)

Abstetterhof liegt etwa 2 Kilometer südöstlich von Ilsfeld inmitten von Wiesen und Feldern an der Grenze zum Landkreis Ludwigsburg. Etwa anderthalb Kilometer südlich des Ortes erhebt sich der Wunnenstein, die gleichnamige Rastanlage an der A 81 befindet sich wenige hundert Meter westlich des Ortes.

## Geschichte

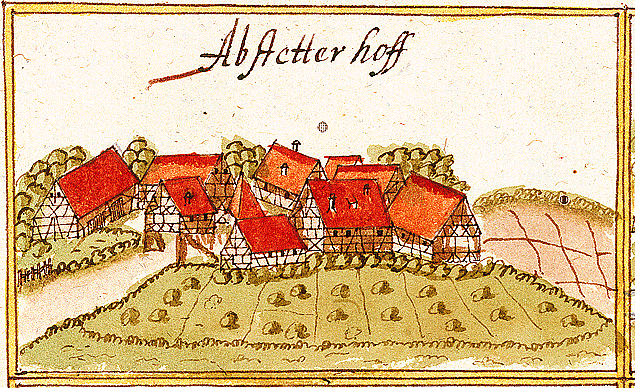
Der Abstetterhof in den Forstlagerbüchern Andreas Kiesers (1686)

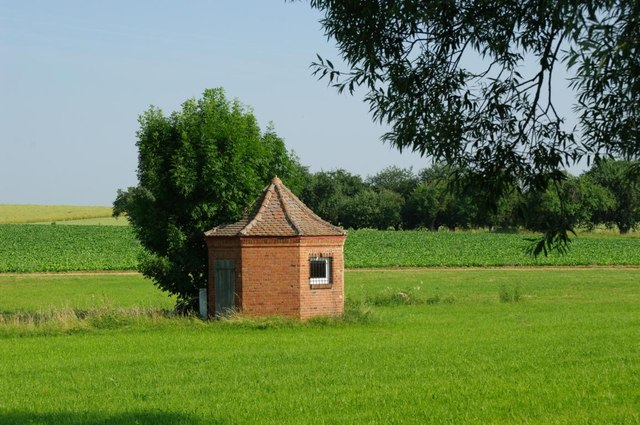
Brunnenstube

Der Ort geht auf ein im Jahr 1345 erstmals als villa Absteten erwähntes Hofgut zurück, das damals von Bischof Albrecht von Würzburg den Herren auf Wunnenstein verliehen wurde. Dadurch zählte der Abstetterhof auch später noch lange Zeit zu dem unterhalb des Wunnensteins gelegenen Ort Winzerhausen. Im Jahr 1500 befand sich der Hof als württembergisches Lehen im Besitz von Ulrich und Heinrich Scheffer. Die Größe der zugehörigen landwirtschaftlichen Flächen betrug rund 340 Morgen, die Scheffers (möglicherweise Brüder) hielten dort Schafe. Das Hofgut wurde in der Folgezeit mehrfach geteilt und parzelliert, im Verlauf des 19. Jahrhunderts wurden schließlich die Grundlasten abgelöst und die Parzellen gingen in Privateigentum über. Während Abstetterhof weiter zu Winzerhausen zählte, wo sich zwar Schule und Kirche für die Einwohner befanden, wohin jedoch nur eine schlechte Straßenanbindung führte und von wo 1927 eine ungenügende Wasserversorgung errichtet worden war, wickelte sich der gesamte wirtschaftliche Verkehr mit dem nahen Ort Auenstein ab. 1931 erging ein erster Antrag auf Zuteilung zur Gemeinde Auenstein, der durch Winzerhausen mit Beschwerde beim Bezirksrat abgelehnt wurde. Nach einem erneuten Antrag auf Eingemeindung nach Auenstein im Jahr 1934 wurde diese im Folgejahr vollzogen. Zwischen 1866 und 1968 hatte der Ort eine annähernd konstante Einwohnerzahl von etwa 110 bis 120 Personen. Mit Auenstein kam Abstetterhof am 31. Dezember 1973 zu Ilsfeld.